# Élections régionales de 1971 en Sicile
Les élections régionales en Sicile pour le renouvellement de l' Assemblée régionale sicilienne ont eu lieu le 13 juin 1971 . La participation s'élève à 81,4%. 
Pour la première fois, la législature a un mandat de cinq ans.
Au terme de ces élections, qui ont enregistré un effondrement du PCI et un excellent résultat du MSI (passant de 6,6% à 16,3), le démocrate chrétien Mario Fasino est confirmé au poste de président de la Région qu'il occupe depuis 1969, à la tête d'un gouvernement de centre-gauche avec le PSI. 
En décembre 1972, cependant, le cinquième gouvernement Fasino prend fin et le DC Vincenzo Giummarra reprend la présidence de la Région, qu'il a déjà exercé durant deux mois en 1967 avec un gouvernement centriste, mais cette fois à la tête d'une coalition de centre-gauche jusqu'en 1974, et la présidence du DC Angelo Bonfiglio, toujours avec une coalition DC-PSI.

## Résultats
| Partis | Partis                                                 | Votes     | %      | Sièges |
| ------ | ------------------------------------------------------ | --------- | ------ | ------ |
|        | Démocratie chrétienne (DC)                             | 794 414   | 33,32  | 29     |
|        | Mouvement social italien (MSI)                         | 389 512   | 16,34  | 15     |
|        | Parti communiste italien (PCI)                         | 299 547   | 12,56  | 14     |
|        | Parti socialiste italien (PSI)                         | 269 515   | 11,30  | 11     |
|        | Parti socialiste italien d'unité prolétarienne (PSIUP) | 235 770   | 9,89   | 10     |
|        | Parti social-démocrate italien (PSDI)                  | 135 118   | 5,67   | 5      |
|        | Parti républicain italien (PRI)                        | 110,238   | 4,62   | 3      |
|        | Parti libéral italien (PLI)                            | 88 083    | 3,69   | 3      |
|        | Autres listes                                          | 62 178    | 2,61   | -      |
| Total  | Total                                                  | 2 384 375 | 100,00 | 90     |
|        |                                                        |           |        |        |

## Composition
- Démocratie chrétienne (29) : Giuseppe Aleppo (Catane), Domenico Alesi (Palerme), Raffaele Avola (Raguse), Isidoro Bombonati (Palerme), Angelo Bonfiglio (Agrigente), Domenico Cangialosi (Trapani), Vincenzo Carollo (Agrigente), Mario D'Acquisto (Palerme), Salvatore D'Alia (Messine), Mario Fasino (Palerme), Antonio Germana' (Messine), Vincenzo Giummarra (Raguse), Salvatore Grillo (Trapani), Paolo Iocolano (Palerme), Calogero Lo Giudice (Enna), Antonino Lombardo (Catane), Giuseppe Lo Curzio (Syracuse), Calogero Mannino (Agrigente), Carmelo Mantione (Caltanissetta), Piersanti Mattarella (Palerme), Antonino Muccioli (Palerme, jusqu'en 1975), Giacomo Muratore (Palerme), Rosario Nicoletti (Palerme), Santi Nicita (Syracuse), Vincenzo Ojeni (Messine), Luciano Ordile (Messine), Francesco Parisi (Catane), Giuseppe Russo (Catane), Modesto Sardo (Catane), Francesco Spagnolo (Palerme, à partir de 1975), Stefano Trincanato (Agrigente), Carmelo Traina (Caltanissetta)
- Communistes et socialistes d'unité prolétaire (24) : Pietro Ammavuta (Palerme), Mario Arnone (Caltanissetta), Mario Barcellona (Palerme), Francesco Basso (Catane), Vito Bellafiore (Trapani), Giacomo Cagnes (Palerme), Emanuele Carfi (Caltanissetta), Giovanni Carosia (Enna), Salvatore Careri (Palerme), Giorgio Chessari (Palerme), Luigi Carollo (Palerme), Salvatore Corallo (Syracuse), Pancrazio De Pasquale (Messine et Palerme), Salvatore Giubilato (Trapani), Giuseppe Lauricella (Agrigente et Catane), Otello Marilli (Syracuse), Gioacchino Marino (Trapani), Antonino Messina (Messine), Carmelo Motta (Palerme), Giovanni Orlando (Palerme), Giuseppe Ragusa (Catane), Salvatore Rindone (Catane), Michelangelo Russo (Agrigente), Santo Tortorici (Agrigente)
- Mouvement social italien (15) : Mario Cavallaro (Syracuse), Salvatore Cilia (Raguse), Vito Cusimano (Catane), Liborio Farrari (Enna), Domenico Fusco (Messine), Cataldo Grammatico (Trapani), Salvatore Grillo Morassuti (Catane), Gaetano La Terza (Catane), Giuseppe Mancuso (Caltanissetta), Giovanni Marino (Agrigente), Achille Merendino (Messine), Benito Paolone (Catane), Giuseppe Seminara (Palerme), Giuseppe Tricoli (Palerme), Paolo Paolo (Catane)
- Socialistes (12) : Concetto Carone (Catane), Nicola Capria (Messine), Vincenzo Di Caro (Agrigente), Salvatore Fagone (Catane), Gaetano Giuliano (Syracuse), Gaetano Gulotta (Agrigente), Calogero Mangione (Caltanissetta), Mario Mazzaglia (Enna), Bartolomeo Pellegrino (Trapani), Antonino Pino (Catane), Giuseppe Recupero (Messine), Gaspare Saladino (Palerme), Gioacchino Ventimiglia (Palerme)
- Socialistes démocrates (4) : Michelangelo Cosentino (Catane), Innocenzo Galatioto (Syracuse), Pasquale Macaluso (Palerme), Aurelio Massa (Messine)
- Groupe libéral (3) : Giuseppe Cadili (Messsine), Alfonso Di Benedetto (Palerme), Giovanni Genna (Trapani), Luigi Maniscalco Basile (Palerme)
- Groupe républicain (3) : Rosario Cardillo (Catane), Salvatore Natoli (Messine), Giovanni Tepedino (Palerme)